# Peter A. Hall
Peter Andrew Hall (* 1950 in Montréal, Kanada) ist ein kanadischer Politikwissenschaftler und Krupp Foundation Professor für European Studies am Department of Government der Harvard University sowie am Minda de Gunzburg Center for European Studies. Hall ist vor allem bekannt für seine Arbeit im Bereich der Institutionen- und Europaforschung sowie der Wirtschaftspolitik.

## Akademische Laufbahn und Forschung
Hall schloss sein Studium der Wirtschafts- und Politikwissenschaften mit einem Bachelor of Arts an der University of Toronto im Jahr 1972 ab und wechselte darauf an das Balliol College der Oxford University, wo seinen M. Phil. 1974 in Politikwissenschaften abschloss. Dem folgten ein A.M.-Abschluss in Politikwissenschaften an der Harvard University (1978). Hall wurde 1982 ebenfalls an der Harvard University promoviert.
Durch die Herausgabe des Buches Varieties of Capitalism, gemeinsam mit dem Wirtschaftswissenschaftler David Soskice, prägte Hall den Begriff Varieties of Capitalism. Dieser Erklärungsansatz geht in wesentlichen Teilen auf Soskices Forschungen seit den späten 1980er Jahren zurück und bündelt die Diskussionen über Neokorporatismus, Neo-Institutionalismus und Neue Institutionenökonomik erstmals zu einem stringenten Gesamtmodell.
Zwischen 2001 und 2006 leitete er das Center for European Studies der Harvard University. 2006 erhielt die Ehrendoktorwürde des renommierten Institut d’études politiques de Paris. 2009 war er Fellow am Wissenschaftszentrum Berlin,  2010 erhielt ein Fellowship des Hanse-Wissenschaftskolleg in Delmenhorst. Seit 2017 ist Hall Fellow der British Academy, für das Jahr 2018/19 erhielt er ein Stipendium der John Simon Guggenheim Memorial Foundation. 2019 wurde er in die American Academy of Arts and Sciences gewählt.

## Werke (Auswahl)
Peter Hall veröffentlichte zahlreiche Werke im Bereich der Institutionen- und Europaforschung, allein 70 wissenschaftliche Artikel gehen auf ihn zurück. Im Folgenden eine Auswahl seiner Werke.
- mit Wade Jacoby, Jonah Levy und Sophie Meunier (Hrsg.): The Politics of Representation in the Global Age: Identification, Mobilization and Adjudication.  2014.
- mit Michèle Lamont (Hrsg.): Social Resilience in the Neoliberal Era. 2013.
- mit Michèle Lamont: Successful Societies: How Institutions and Culture Affect Health. 2009.
- mit Pepper Culpepper und Bruno Palier: Changing France: The Politics that Markets Make. 2006.
- mit David Soskice: Varieties of Capitalism: The Institutional Foundations of Comparative Advantage. 2001.
- mit Alain Guyomarch, Jack Hayward und Howard Machin: Developments in French Politics 2. 2001.
- mit Jack Hayward und Howard Machin: Developments in French Politics. 1. Auflage. 1990.
- mit Victor Perez-Diaz: Public Policy-Making in Spain. 1990.
- The Political Power of Economic Ideas: Keynesianism across Nations. 1989.
- European Labor in the 1980s. 1987.
- Governing the Economy: The Politics of State Intervention in Britain and France. 1986.